# 六广镇
六广镇，是中华人民共和国贵州省貴陽市修文县下辖的一个乡镇级行政单位。

## 行政区划
六广镇下辖以下地区：
松江社区、六广村、滨江村、广义村、广城村、中坪村、新义村、新中村、新河村、合营村、合兴村、沙坡村、松山村、中山村、广山村、中心村、龙窝村、青龙村、四寨村、岩脚村、团山村、前丰村、坪营村、金山村和元庆村。